# Nina Andrycz
Nina Andrycz est une actrice polonaise née à Brest-Litovsk (alors dans l'Empire russe) le 11 novembre 1912 et morte à Varsovie le 31 janvier 2014 .
En raison de ses réalisations artistiques, elle est parfois considérée comme la « première dame du théâtre polonais » ou la « reine de la scène polonaise ».

## Biographie

### Enfance
Ses parents sont l'avocat Eugeniusz Andrycz (1879-1928) et Maria, née Borys (1889-1977). Son oncle est le diplomate Czesław Andrycz. De 1917 à 1927, elle vit à Kiev, où sa mère travaille comme traductrice.
Encouragée par sa grand-mère, qui l'intéresse à la comédie, elle fréquente régulièrement le théâtre et l'opéra.

### Études
Elle étudie le droit à l'Université de Vilnius et l'histoire, la psychologie et la philosophie à l'université de Varsovie, mais n'obtient aucun diplôme. Elle est diplômée de l'Institut national d'art dramatique de Varsovie en 1934.

### Carrière
Le 16 novembre 1934, elle fait ses débuts au théâtre au Teatr na Pohulance (pl) de Vilnius, avec lequel elle reste associée jusqu'en 1935.
Elle devient ensuite actrice au Théâtre Polski de Varsovie,.
Elle met en pause sa carrière d'actrice pendant la Seconde Guerre mondiale et devient serveuse au Café Bar de Varsovie. En 1946, elle retourne au Teatr Polski, dont elle est actrice jusqu'en 2004.
En 1939, elle fait ses débuts d'actrice de cinéma avec le rôle d'un agent allemand dans le film Uwaga szpieg d'Eugeniusz Bodo, qui n'est cependant pas achevé. Déçue par les conditions de travail sur le plateau, elle limite ses apparitions au cinéma.
Elle revient au grand écran dans les années 1950 avec le rôle de Maria Kalergis dans le film historique Warszawska premiera de Jan Rybkowski.

## Vie privée
De 1947 à 1968, elle a été l'épouse de Józef Cyrankiewicz qui fut président du Conseil des ministres de Pologne.
Elle affirme être dépourvue d'instinct maternel et refuse de donner naissance à l'enfant, même après avoir reçu l'assurance de sa mère qu'elle élèverait l'enfant qu'elle mettrait au monde. Elle avorte deux fois.

## Filmographie partielle
- 1980 : Le Contrat, de Krzysztof Zanussi : Olga Aleksandrowa
- 2008 : Serce na dloni, de Krzysztof Zanussi : La mère de Konstanty
- 2009 : Before Twilight (en), de Jacek Blawut

## Récompenses et distinctions
- 22 juillet 1949 : Ordre de la Bannière du Travail de deuxième classe[16]
- 13 novembre 1953 : Croix d'or du mérite[17]
- 19 janvier 1955 : Médaille du 10e anniversaire de la République populaire de Pologne[18]
- 3 novembre 1995 : Croix de commandeur avec étoile de l'ordre Polonia Restituta[19]
- 28 avril 2008 : Médaille d'or du Mérite culturel polonais Gloria Artis[20]